# Une mère envahissante
 (juillet 2025).
Une mère envahissante (en allemand : Mama kommt!) est un téléfilm allemand réalisé par Isabel Kleefeld et diffusé en 2009.

## Fiche technique
- Scénario : Sophia Krapoth
- Durée : 88 min
- Pays :  Allemagne

## Distribution
- Senta Berger : Luise Fischer
- Anja Kling : Christiane Fischer
- Jella Haase : Jette Fischer
- Matthias Schloo : Lars Rühmann
- Martin Lindow : Stephan Noestlinger
- Walter Kreye : Brückner
- Simon Verhoeven : Thomas "Tommi" Fischer
- Petra Kelling : Hedda
- Barbara Philipp : Nadja Pawlowa
- Maria de la Calle : Maria
- Klaus-Peter Grap : Jürgen
- Emil Reinke : Hendrik
- Frank Jacob
- Tina Terice : Jeanette